# Hermann Scriba
Hermann Scriba (* 15. Januar 1888 in Remptendorf; † 12. Oktober 1976 in Eisenach) war ein deutscher lutherischer Theologe, Rektor des evangelisch-lutherischen Diakonissenhauses in Eisenach und Vorsitzender der Mitteldeutschen Konferenz Deutscher Diakonissenhäuser.

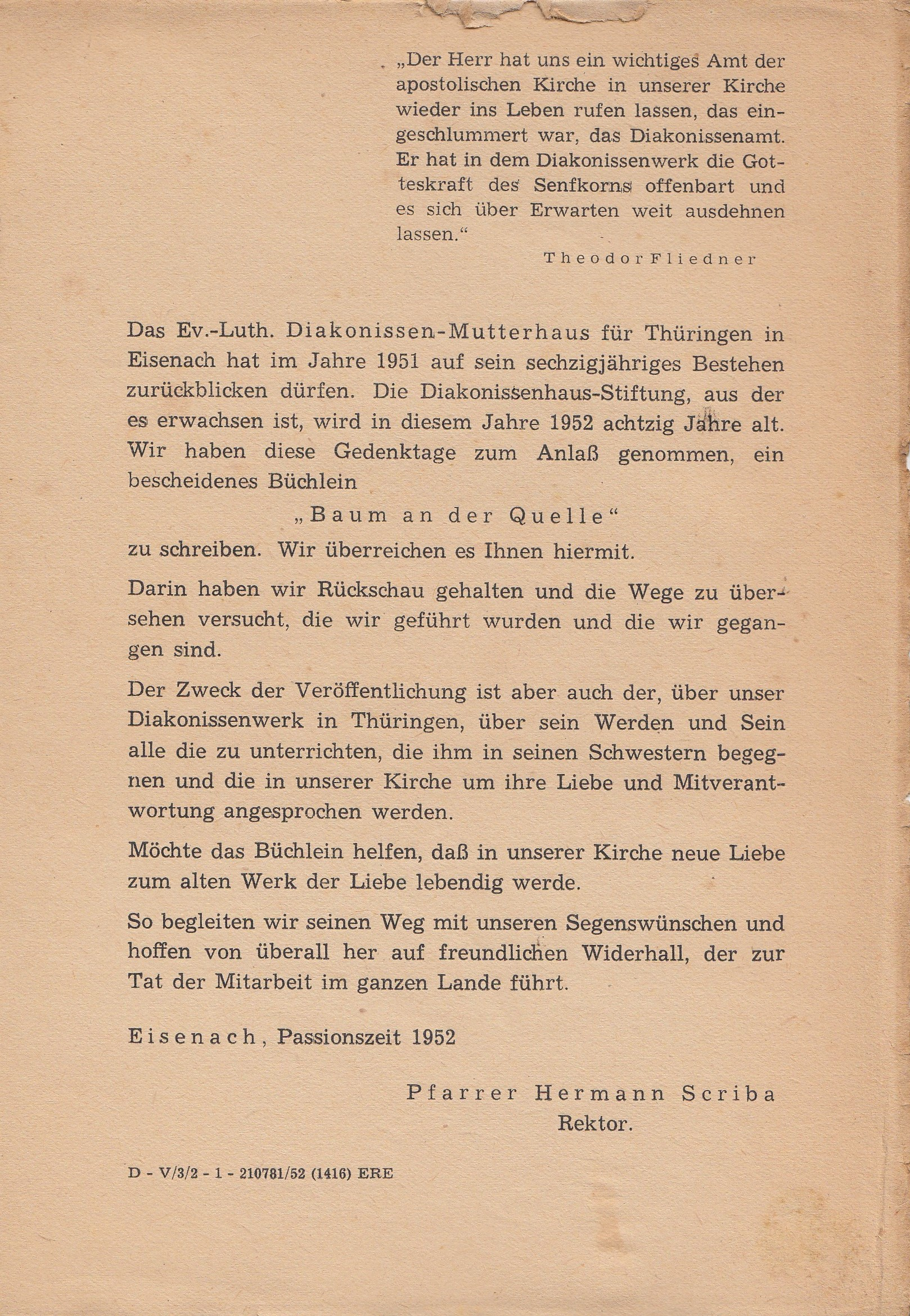
Werbezettel für Baum an der Quelle, archiviert im Ida-Seele-Archiv

## Leben und Wirken
Er war das älteste von fünf Kindern des Pfarrers Otto Scriba (1859–1932) und dessen Ehefrau Sophie, geb. Bräß. Nach der Realschule in Michelstadt besuchte Scriba ab 1904 das Gymnasium in Bensheim. Anschließend studierte er ab 1906 Theologie in Erlangen und Leipzig, trat dem Erlanger Wingolf bei und legte 1910 das erste theologische Examen ab. Ein Jahr später erfolgte die Ordination und er wurde Landesvikar in Zeulenroda. Das zweite theologische Examen legte Scriba 1912 in Greiz ab und übernahm eine Pfarrerstelle in Remptendorf. Von 1914 bis 1917 war er als Vizefeldwebel in Gera tätig. Folgend wirkte er von 1917 bis 1922 als zweiter Pfarrer im Elisabethenstift in Darmstadt. Im Jahre 1922 wurde Scriba als Pfarrer und Rektor an das Evangelisch-lutherische Diakonissen-Mutterhaus für Thüringen in Eisenach gerufen. Bis 1957 war er dort tätig. Anlässlich des 60-jährigen Bestehens des  Ev.-Luth. Diakonissen-Mutterhauses für Thüringen in Eisenach verfasste Scriba die Broschüre Baum an der Quelle.  
1951 übernahm der Theologe das Amt des Vorsitzenden der Mitteldeutschen Konferenz Deutscher Diakonissenhäuser. Im Jahre 1952 wurde er zum  Kirchenrat ernannt.

## Werke
- "Säkularisation", in: Die Diakonisse 1930, S. 112–127
- Anna von Eichel, die Gründerin des Diakonissenwerks in Eisenach, in: Die Diakonisse 1931, S. 232–238
- Das Evangelisch-lutherische Diakonissenmutterhaus in Eisenach, in: Die Diakonisse 1941, S. 87–90
- Baum der Quelle. Sechs Jahrzehnte Ev.-Luth. Diakonissen-Mutterhaus für Thüringen in Eisenach, Berlin 1951
- Was will ich?: Der Diakonisse besondere Haltung geprüft an Löhes Diakonissenspruch. Ein Unterricht und eine Unterrichtung, ein Bekenntnis und ein Ruf, Bethel b. Bielefeld 1963